# College Park (album)
College Park è l'ottavo album in studio del rapper statunitense Logic, pubblicato nel 2023.

## Tracce
1. Cruisin' Through the Universe (featuring RZA) – 3:10
2. Wake Up (featuring Lucy Rose) – 2:58
3. Lightsabers (featuring C Dot Castro) – 4:51
4. Clone Wars III – 3:45
5. Redpill VII – 4:13
6. Playwright (featuring Andy Hull) – 3:20
7. Gaithersburg Freestyle (featuring C Dot Castro, Big Lenbo, Fat Trel, and ADÉ) – 3:01
8. Insipio – 3:02
9. Self Medication (featuring Seth MacFarlane, Redman, and Statik Selektah) – 5:15
10. Shimmy (featuring Joey Badass) – 2:36
11. Paradise II (featuring Norah Jones) – 6:14
12. Come On Down (featuring Jordan Harris) – 2:42
13. Village Slum – 3:29
14. Highlife – 2:38
15. 38.9897 °N, 76.9378 °W (featuring C Dot Castro and Big Lenbo) – 4:17
16. Ayo (featuring Bun B and Lil Keke) – 3:35
17. Lightyear – 8:19